# Halimium halimifolium subsp. halimifolium
Halimium halimifolium subsp. halimifolium é uma subespécie de planta com flor pertencente à família Cistaceae. 
A autoridade científica da subespécie é (L.) Willk. in Willk. & Lange, tendo sido publicada em Prodr. Fl. Hispan. 3: 717 (1878).
O seu nome comum é sargaça.

## Portugal
Trata-se de uma subespécie presente no território português, nomeadamente em Portugal Continental.
Em termos de naturalidade é nativa da região atrás indicada.

## Protecção
Não se encontra protegida por legislação portuguesa ou da Comunidade Europeia.